# 梭哈
梭哈又称梭哈扑克、沙蟹或曬冷，在香港也称为话事啤，「話事」在粵語裡指作主（做決定），「啤」是的粵語音譯，代指「啤牌」，即撲克牌（牌具本身，非指撲克牌遊戲）。
使用四張撲克牌的梭哈扑克游戏在美國獨立戰爭时期非常流行。五张牌的梭哈撲克最早出现于南北战争期间，当时交战双方士兵都喜歡玩这种游戏。后来，用到七张牌的梭哈撲克越来越流行。 